# Strmac (Priboj)
Strmac (Servisch cyrillisch Стрмац) is een plaats in de Servische gemeente Priboj. De plaats telt 181 inwoners (2002).